# Sœurs de sainte Marianne de Jésus
Les sœurs de sainte Marianne de Jésus (en latin : Institutum Sororum a Sancta Maria Anna a Iesu) est une congrégation religieuse féminine enseignante et missionnaire de droit pontifical. C'est le 1er institut religieux fondé en Équateur.

## Historique

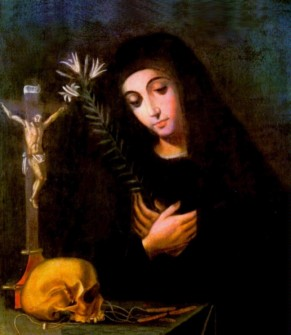
Portrait de Saint Mariana de Jesús (Mary Anne de Paredes), sainte équatorienne et patronne de cette congrégation, peint par Gustavo Amigó aux environs du 17e-18e siècle.

La congrégation est fondée le 14 avril 1873 à Riobamba par Mercedes de Jesús Molina (1828-1883) pour l'éducation des jeunes et à la réinsertion des prisonnières. La cérémonie est présidée par Ignacio Ordoñez, 1er évêque du diocèse de Riobambaet la communauté  est placée sous le patronage de Maríana de Paredes y Flores, une mystique équatorienne.
L'institut obtient le décret de louange le 20 décembre 1895 ; il est définitivement approuvé par le Saint-Siège le 29 janvier 1906.

## Activités et diffusion
Les sœurs marianites se consacrent à l'enseignement, à l'apostolat missionnaire et à d'autres œuvres de promotion humaine.
Elles sont présentes en : 
- Europe : Espagne.
- Amérique du Nord : États-Unis, Mexique.
- Amérique du Sud : Bolivie, Chili, Colombie, Équateur, Pérou, Venezuela.
- Antilles : République dominicaine, Porto Rico.
- Afrique : Éthiopie, Guinée-Bissau, Kenya.
- Asie : Papouasie-Nouvelle-Guinée, Philippines.

La maison-mère est à Quito. 
En 2017, la congrégation comptait 474 sœurs dans 97 maisons.